# سفارة السويد في العراق
سفارة السويد في العراق هي أرفع تمثيل دبلوماسي لدولة السويد لدى العراق. تقع السفارة في وهي تهدف لتعزيز المصالح السويدية في العراق.

## قطع العلاقات
في 20 تموز/يوليو 2023 وبعد أن قام اللاجئ العراقي الأصل يُدعى سلوان موميكا بحرق نسخة من القرآن الكريم للمرة الثانية، وحرقه للعلم العراقي للمرة الأولى أمام السفارة العراقية في السويد، أثارت الحادثة غضب الشعب العراقي والحكومة العراقية، ونتيجة لذلك قررت الحكومة العراقية طرد السفيرة السويدية وقطع العلاقات الدبلوماسية بالكامل مع ستوكهولم. وقال المتحدث الرسمي باسم الحكومة العراقية باسم العوادي في بيان صحفي، إن: «رئيس الوزراء محمد شياع السوداني وجه وزارة الخارجية بسحب القائم بالأعمال العراقي من سفارة جمهورية العراق في العاصمة السويدية، كما وجه بالطلب من السفيرة السويدية بمغادرة الأراضي العراقية»، وأضاف أن: «هذه التوجيهات جاءت رداً على تكرار سماح الحكومة السويدية بحرق القرآن الكريم والإساءة للمقدسات الإسلامية وحرق العلم العراقي.»

## وصلات خارجية
- قائمة سفارات السويد
- قائمة السفارات في العراق